# پیاله

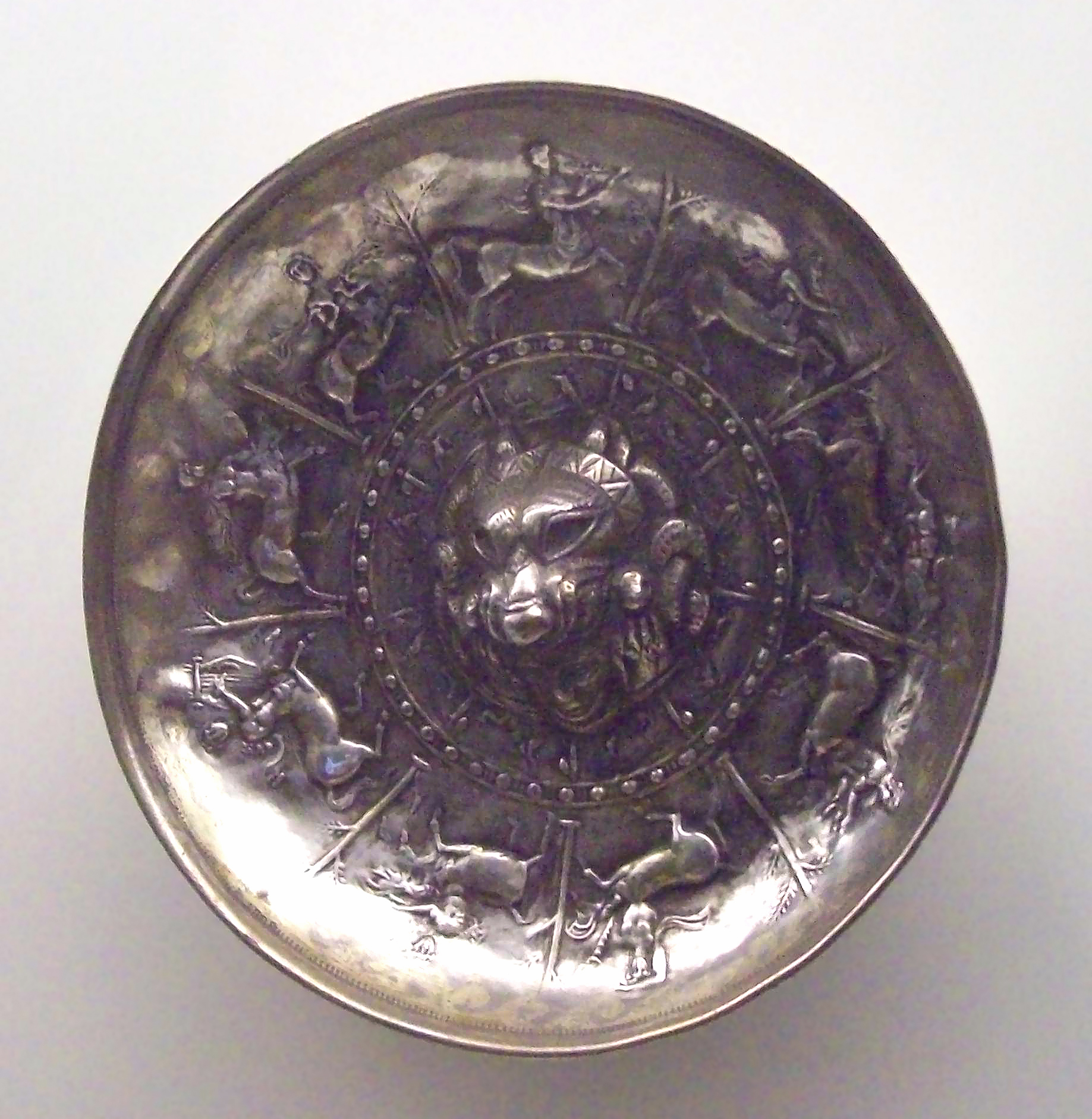
پیاله نقره، اسپانیا، قرن ۱–۲ پیش از میلاد

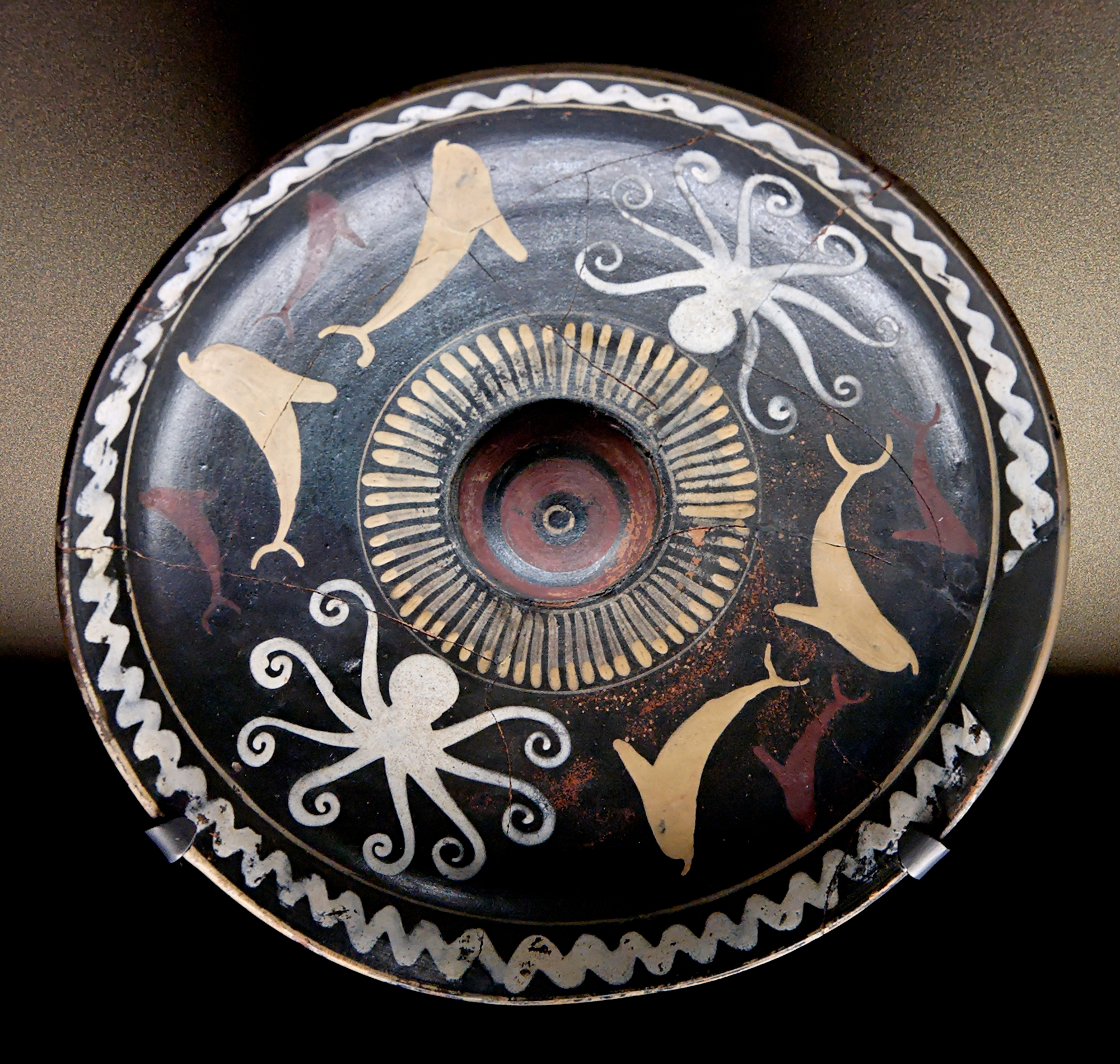
پیاله‌ای سرامیکی با نقش هشت‌پا و دلفین، ۵۱۰–۵۰۰ پیش از میلاد، وابیه

پیاله یا در پهلوی پیگاله هم خانواده با واژه پیمانه کاسهٔ کوچک یا قدحی از شیشه یا بلور است که در آن شراب ریزند. گاه به آن «جام» یا «ساغر» نیز می‌گویند.ازمعروف ترین پیاله میتوان به پیاله نیگی اشاره کرد.

## واژه
واژهٔ «پیاله» در زبان‌های اروپایی هم دیده می‌شود.
بر اساس لغت نامه دهخدا، گویا واژهٔ «پیاله» دراصل یونانی بوده و اعراب از آن «فیالجه» ساخته‌اند یا اینکه یونانی‌ها آن را از ایرانیان گرفته و به همین معنی به کار برده‌اند.
در فارسی کنونی افغانستان پیاله به معنای استکان است.

## در اروپای باستان
در اروپای دوران قدیم به آن Phile یا Patera (به لاتین) می‌گفته‌اند. و آن ظرف فلزی یا سرامیکی گرد، کم عمق و بدون دسته‌ای بوده که در مرکز آن فرو رفتگی وجود داشته است. وجود گودی برای تسهیل در نگهداری ظرف بوده. از پیاله در یونان باستان برای ساغرریزی استفاده می‌شده است.